# Leucosyke ovalifolia
Leucosyke ovalifolia är en nässelväxtart som beskrevs av Charles Budd Robinson. Leucosyke ovalifolia ingår i släktet Leucosyke och familjen nässelväxter. Inga underarter finns listade i Catalogue of Life.